# Giuliana Puricelli
La beata Giuliana Puricelli (Busto Arsizio, 1427 – Varese, 15 agosto 1501) è stata una religiosa italiana, fondatrice dell'Ordine delle Romite Ambrosiane.
A lei e a Luigi Gonzaga è intitolata la chiesa parrocchiale del quartiere di San Luigi e Beata Giuliana a Busto Arsizio, oltreché una scuola elementare.

## Biografia

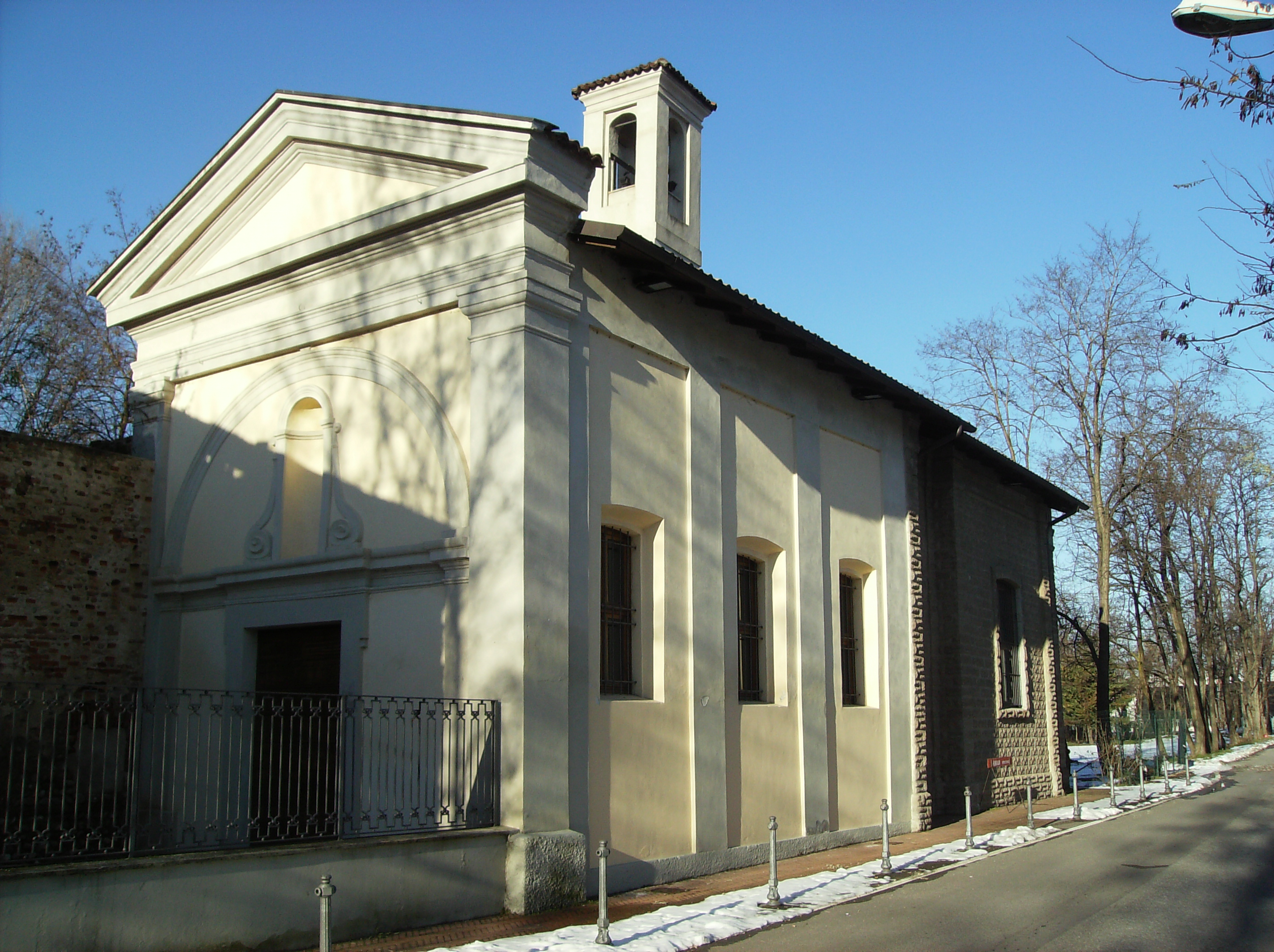
Chiesa di San Bernardino (Cascina dei Poveri - Busto Arsizio)

La Beata Giuliana, così come la chiamano i bustocchi, nacque a Busto Arsizio, in località Cascina dei Poveri. Fuggita di casa per i maltrattamenti del padre, si rifugiò presso il Santuario di Santa Maria del Monte sopra Varese dove si unì a Caterina Morigi, che ivi conduceva vita eremitica: la loro vita di preghiera e penitenza suscitò grande ammirazione, e molte giovani donne seguirono il loro esempio.
Nel 1474 papa Sisto IV concesse alla comunità di erigere un monastero ed il 10 agosto 1476 le religiose presero il velo ed elessero Caterina da Pallanza come prima badessa: alla sua scomparsa (6 aprile 1478) Giuliana le succedette nella carica mantenendo la carica fino alla morte (1501).

## Culto
Nel 1673 i bustocchi sovvenzionarono con 50 scudi le esigenze edilizie del monastero di Varese e ottennero in cambio la camicia indossata dalla beata nel giorno della sua traslazione all'interno della chiesa interna del monastero avvenuta nel 1650, la seconda reliquia di Giuliana a giungere a Busto Arsizio (la prima fu il velo, ottenuto in seguito ad una richiesta nel 1653).
Il culto tributatole sin dalla morte venne riconosciuto dalla Congregazione dei Riti il 12 settembre 1769 e papa Clemente XIV lo confermò il 16 settembre successivo.
Il 15 ottobre 1762 il prevosto Pietro Borroni fece la ricognizione del velo e della camicia della beata e il canonico Antonio Lavazza, notaio ecclesiastico, stese un attestato che certificava l'originalità delle due reliquie (all'epoca erano molte le false reliquie, tanto che la Chiesa decise di operare questo tipo di indagine critica e selettiva).
Nella seconda metà degli anni Settanta del Settecento nacque l'idea di dedicare alla beata Giuliana Puricelli un altare all'interno della Basilica di San Giovanni Battista. Il 5 settembre 1778 si decise che ogni 29 (giorno della celebrazione del martirio di San Giovanni Battista) e 30 agosto si sarebbero esposte all'interno della basilica le reliquie della beata. L'altare all'interno della basilica fu fortemente voluto da un comitato popolare del quale faceva parte anche il pittore e architetto Biagio Bellotti. Fu lo stesso Biagio Bellotti a ridisegnare l'esistente cappella di Sant'Ambrogio e a dipingere il quadro, ornato da marmi, raffigurante Sant'Ambrogio insieme alla beata Giuliana che viene incoronata dalla Madonna; ai loro piedi è dipinto un paesaggio che sale dalla pianura verso la montagna varesina. Nell'angolo della pala Bellotti dipinse un testo che ricorda la propria paternità dell'opera e il contesto culturale in cui fu prodotta:
(Biagio Bellotti, pala d'altare della cappella si Sant'Ambrogio e Beata Giuliana, Basilica di San Giovanni Battista a Busto Arsizio)
Da quel momento la cappella assunse la doppia denominazione e l'aspetto visibile ancora oggi.
Nel 1951 l'associazione culturale La Famiglia Bustocca scelse la beata Giuliana come sua patrona.
Il Martirologio Romano fissa per la sua memoria la data del 15 agosto.

## Arte
Nel Santuario di Santa Maria di Piazza, probabilmente su iniziativa del curato e storico Pietro Antonio Crespi Castoldi, nell'ultimo lustro del Cinquecento venne inserita la statua della Beata Iuliana de Busto tra le 32 statue lignee che adornano il tiburio della chiesa, opera dello scultore milanese Fabrizio De Magistris e poi dipinte a biacca nel 1602 in modo che apparissero simili al marmo.

Negli stessi anni venne dipinto alla Cascina dei Poveri un affresco, andato poi perduto, raffigurante la Madonna venerata da Caterina da Pallanza e Giuliana inginocchiate e con la scritta "Hic Juliane natale solum" (qui è nata Giuliana).
Nella Basilica di San Giovanni Battista di Busto Arsizio si trova ancora oggi un affresco risalente alla seconda metà del Seicento e opera del pittore Antonio Crespi Castoldi, il Riposo durante la fuga in Egitto. È collocato nel transetto della basilica, sopra la porta d'ingresso alla sagrestia e raffigura la beata inginocchiata sopra un sasso (che probabilmente simboleggia il Sacro Monte di Varese) che ne riporta il nome e la patria bustese, nell'atto di meditare sulla scena della fuga in Egitto e di ricevere dal Bambino Gesù un giglio, simbolo di purezza.

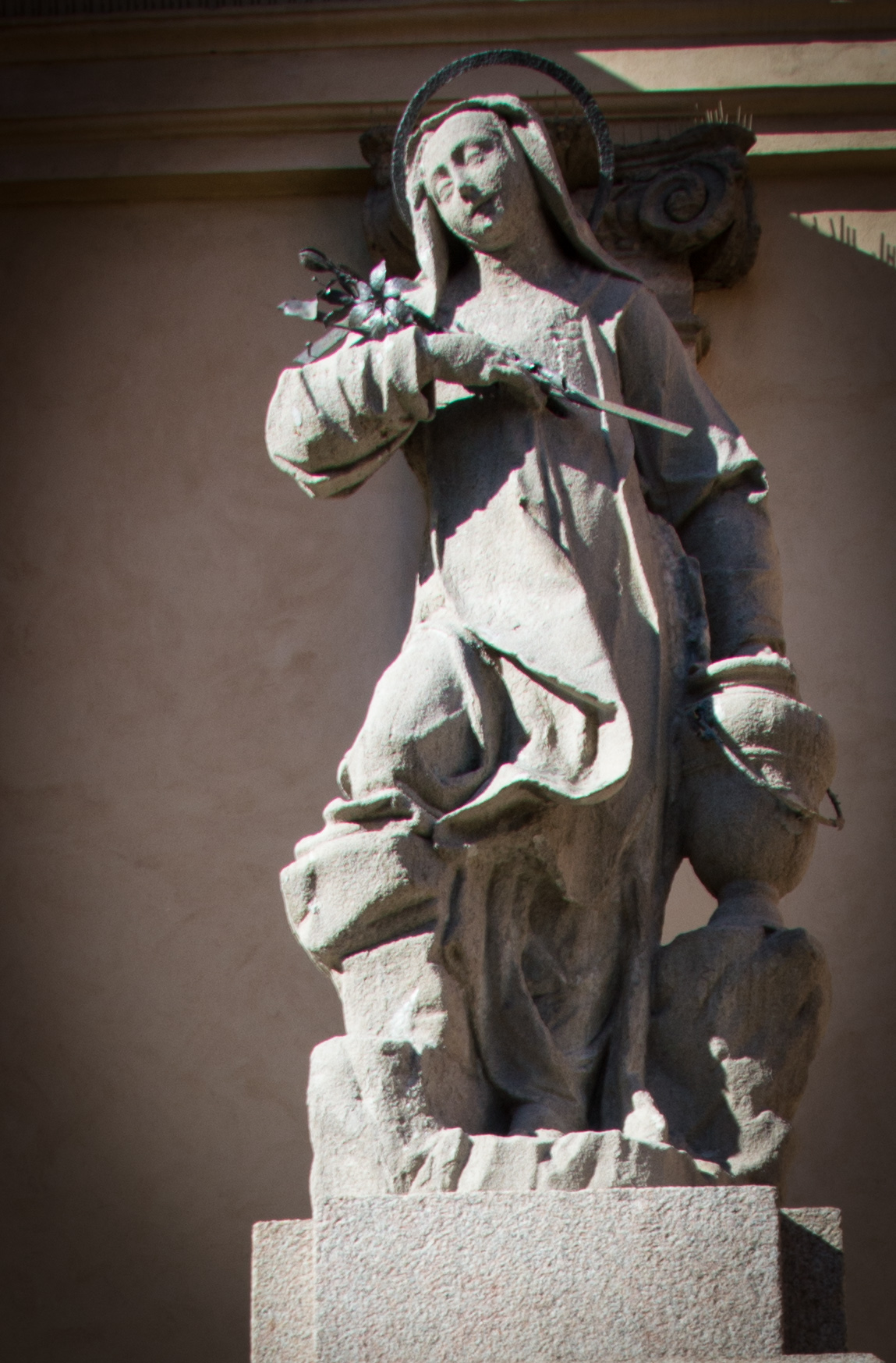
Statua della beata collocata accanto al campanile della Basilica di San Giovanni Battista a Busto Arsizio

Nel 1668 un grande quadro, andato poi disperso, probabile opera del sopracitato Antonio Crespi, fu posto alla Cascina dei Poveri come pala d'altare dell'oratorio di San Bernardino, che era stato costruito dieci anni prima: rappresentava la beata Giuliana insieme a San Bernardino da Siena.
Accanto al campanile della basilica di San Giovanni Battista di Busto Arsizio si trova una statua della santa, opera di Biagio Bellotti del 1782, restaurata nel 2012 dall'associazione La Famiglia Bustocca.
Nel XVII secolo fu realizzata una statua-reliquario, collocato nella basilica di San Giovanni per accogliere una particola della pelle della beata, concessa nel 1837 dal cardinale arcivescovo Karl Kajetan von Gaisruck.
Nel 1908 la fabbriceria della basilica di San Giovanni Battista affidò al pittore Carlo Grossi l'incarico di affrescare la chiesa, specificandogli di includere anche la beata. Il pittore dedicò quindi a Giuliana un medaglione nel transetto di destra, Gloria della beata Giuliana.